# Bhima (Fluss)
Der Bhima (Marathi: भीमा, Kannada: ಭೀಮಾ Telugu: భీమా; manchmal auch Chandrabhaga genannt) ist ein etwa 861 km langer linker Nebenfluss der Krishna; er fließt durch die indischen Bundesstaaten Maharashtra, Karnataka und Telangana.

## Verlauf
Der Bhima ist der wichtigste Nebenfluss des Krishna. Er entspringt in den Westghats rund 100 km Luftlinie nordwestlich von Pune in Maharashtra. An seiner Quelle befindet sich der Bhimashankar-Tempel, eines der zwölf Jyotirlinga-Heiligtümer des Hinduismus. Von dort fließt er in südöstlicher Richtung durch das Hochland von Dekkan. An seinem Unterlauf bildet er für weniger als 10 km die Grenze zwischen Karnataka und Telangana; ca. 20 km nördlich der Stadt Raichur mündet der Bhima in den Krishna.
Im Jahre 1990 lebten über 12 Millionen Menschen im Einzugsgebiet des Bhima. Im niederschlagsarmen Dekkan spielt sein Wasser für die Landwirtschaft eine wichtige Rolle.

## Wichtige Zuflüsse
| links - Ghod - Sina - Bori - Kagna | rechts - Bhama - Indrayani - Man - Nira |

## Stauseen
Der Bhima wird zum Zweck der Wasserversorgung und Energiegewinnung mehrfach gestaut (siehe Weblink).

## Orte
Wichtigste Stadt am Fluss ist die bedeutende Pilgerstadt Pandharpur.